# Кожамжаров, Кайрат Пернешович
Кожамжа́ров Кайра́т Перне́шович (каз. Қайрат Пернешұлы Қожамжаров; род. 24 марта 1965 года, город Джамбул, Казахская ССР) — казахстанский государственный деятель. Аким Акмолинской области (2012—2013), генеральный прокурор Республики Казахстан (2017—2019), депутат сената парламента Республики Казахстан (с 2019 года).

## Биография
Происходит из рода жаныс племени дулат.
В 1983 году окончил Республиканскую физико-математическую школу-интернат (РФМШ) Алма-Аты, в 1987 году — Ленинградский государственный университет имени А. Жданова по специальности юрист.
С 1987 по 1988 год — стажёр прокурора Центрального района Джамбулской области.
С 1988 по 1990 год — помощник прокурора Центрального района Джамбулской области.
С 1990 по 1991 год — следователь прокуратуры Заводского района Джамбулской области.
С 1991 по 1992 год — старший следователь прокуратуры Заводского района Джамбулской области.
С 1992 по 1993 год — начальник отдела по расследованию особо опасных преступлений прокуратуры города Джамбул.
Февраль—ноябрь 1993 года — старший прокурор-криминалист прокуратуры Жамбылской области.
С 1993 по 1995 год — начальник отдела по раскрытию умышленных убийств прокуратуры Жамбылской области.
С 1995 по 1996 год — старший прокурор управления по надзору за следствием и дознанием прокуратуры Жамбылской области.
С 1996 по 1997 год — дознаватель отдела организации борьбы с контрабандой и нарушение таможенных правил Хоргосской таможни.
С 1997 по 1998 год — начальник отдела по контролю за экспортно-импортными операциями Хоргосской таможни.
С 1998 по 1999 год — заместитель начальника Хоргосской таможни.
С 1999 по 2000 год — старший следователь по особо важным делам 3-го отдела 2-го главного управления комитета налоговой полиции министерства государственных доходов Республики Казахстан (КНП МГД РК).
Сентябрь—ноябрь 2000 года — заместитель начальника управления, начальник отдела по расследованию преступлений в сфере налогообложения следственной части Главного следственного управления КНП МГД РК.
С 2000 по 2001 год — заместитель начальника главного следственного управления КНП МГД РК.
С 2001 по 2002 год — начальник управления расследования департамента следствия и дознания агентства финансовой полиции Казахстана.
С 2002 по 2004 год — заместитель начальника департамента по борьбе с экономической и коррупционной преступностью по городу Алматы.
С 2004 по 2007 год — начальник департамента по борьбе с экономической и коррупционной преступностью по Актюбинской области.
В мае 2007 года получил звание генерал-майора финансовой полиции.
С 2007 по 2008 год — заместитель председателя Агентства Республики Казахстан по борьбе с экономической и коррупционной преступностью (финансовая полиция).
С 2008 по 2012 год — председатель Агентства Республики Казахстан по борьбе с экономической и коррупционной преступностью.
С 2012 по 2013 год — аким Акмолинской области.
С 2013 по 2014 год — помощник президента Республики Казахстан — секретарь Совета Безопасности Республики Казахстан.
С 2014 по 2015 год — председатель Агентства Республики Казахстан по делам государственной службы и противодействию коррупции.
С 2015 по 2017 год — председатель Национального бюро по противодействию коррупции Министерства по делам государственной службы Республики Казахстан.
С 11 декабря 2017 года по 18 марта 2019 года — генеральный прокурор Республики Казахстан.
19 марта 2019 года указом президента Казахстана назначен депутатом сената парламента Республики Казахстан.

## Награды
- Орден «Данк» I степени (2014)[12]
- Орден «Данк» II степени (2006)
- Медаль «20 лет независимости Республики Казахстан» (2011)[13]
- Медали
- Звание «Лучший следователь прокуратуры Республики Казахстан» (1992)
- Знак «Почётный работник образования Республики Казахстан»
- Почётные грамоты Председателя Агентства Республики Казахстан по борьбе с экономической и коррупционной преступностью (финансовая полиция)
- Кандидат в мастера спорта по вольной борьбе.
- Почётная грамота Совета Межпарламентской Ассамблеи государств — участников Содружества Независимых Государств (27 ноября 2020 года, Межпарламентская ассамблея СНГ) — за активное участие в деятельности межпарламентской Ассамблеи и её органов, вклад в укрепление дружбы между народами государств — участников Содружества Независимых Государств[14].